# تيموثي ميتشيل
تيموثي ميتشيل (بالإنجليزية: Timothy Mitchell)‏ هو عالم سياسة أمريكي، ولد في 1955.